# David Dunbar Buick
David Dunbar Buick (17 de septiembre de 1854 - 5 de marzo de 1929) fue un inventor escocés afincado en Detroit. Es conocido por fundar la Buick Motor Company. Dirigió esta compañía y su predecesora desde 1899 hasta 1906, ayudando así a crear una de las marcas más exitosas en la historia de los vehículos de motor de los Estados Unidos. 

## Primeros años
Buick nació en Arbroath, Angus (Escocia), y se mudó con su familia a Detroit a la edad de dos años. Dejó la escuela en 1869 y trabajó para una empresa que fabricaba artículos de fontanería. Cuando la compañía tuvo problemas en 1882, se hizo cargo de la empresa junto con un socio. En aquel momento, Buick comenzó a mostrar su capacidad como inventor, produciendo muchas innovaciones, incluido un aspersor para regar el césped, y un método para recubrir permanentemente hierro fundido con esmalte vítreo, lo que permitió la fabricación de bañeras de color "blanco" a un costo menor. Aunque los baños de hierro fundido son poco comunes hoy en día, el método todavía se usa para esmaltarlos. Con la combinación de la innovación de Buick y la sólida gestión comercial de su socio, la empresa tuvo bastante éxito. 

### Buick Motor Company
Durante la década de 1890, Buick se interesó por los motores de combustión interna, y comenzó a experimentar con ellos. Pasaba poco tiempo en el negocio de fontanería, y su socio comercial se impacientó con él. La sociedad se acabó disolviendo y se vendió la empresa. 
Buick disponía ahora del tiempo y del capital para trabajar con dedicación plena en los motores, y creó una nueva compañía, la Buick Auto-Vim and Power Company, en 1899. El propósito de la compañía era comercializar motores para uso agrícola. Pero Buick pronto se centró en el desarrollo de un automóvil completo, en lugar de solo un motor. También potenció la investigación y el desarrollo de sus productos, a expensas de la fabricación y las ventas. El resultado fue que consumió su capital a principios de 1902 sin haber generado ningún retorno significativo, habiendo producido tan solo un automóvil. 
A principios de 1902, estableció la Buick Manufacturing Company, con el objetivo de comercializar motores para otras compañías automotrices, y fabricar y vender sus propios automóviles. Se produjeron problemas de fabricación y desarrollo, y a finales de 1902, Buick se quedó sin dinero, con solo un automóvil para poder mostrar su trabajo. La concentración en el desarrollo había producido el revolucionario motor OHV "Valve-in-Head" (con válvulas en cabeza). Este método de construcción del motor permitía producir un motor mucho más potente que el diseño de motor de válvulas laterales, utilizado por todos los demás fabricantes en ese momento. Hoy en día, la mayoría de los fabricantes de automóviles utilizan motores de válvulas en cabeza, pero solo GM y Chrysler producen la variante con "varillas de empuje" con cierta regularidad. Dado que los motores de levas en cabeza son variantes de diseño de los motores OHV, es justo considerar prácticamente todos los motores modernos como derivados de la invención de Buick. 
El dinero se acabó nuevamente, y en 1903 Buick se vio obligado a recaudar más recursos a través de un préstamo de 5000 dólares (equivalentes a unos 170 mil hoy) de un amigo y compañero entusiasta del automóvil, Benjamin Briscoe. Con esta ayuda financiera, Buick formó la Buick Motor Company, que eventualmente se convertiría en la piedra angular del imperio de General Motors.

### Vida posterior y fracaso empresarial
En 1906, Buick aceptó un paquete de indemnización y dejó la compañía que él había fundado, con solo una parte de la compañía en su poder. El entonces presidente de Buick, William C. Durant, le compró esta acción por 100.000 dólares (equivalentes a unos 3.39 millones hoy).
Después de inversiones fallidas en petróleo de California y en propiedades de Florida, y de un intento (con su hijo Tom) de fabricar carburadores, Buick regresó brevemente al negocio automotriz en 1921, como presidente de la efímera Lorraine Motors, y en 1923 con el Diseño del Dunbar, un prototipo de automóvil.
En una entrevista con el historiador Bruce Catton en 1928, Buick 'admitió que estaba casi completamente en bancarrota, y ni siquiera podía pagar un teléfono, por lo que tuvo que trabajar como instructor en la Escuela de Negocios Detroit. Murió de cáncer de colon al año siguiente el 5 de marzo de 1929 a la edad de 74 años, y fue enterrado en el Cementerio Woodmere en Detroit, Míchigan. 
El comentarista Theodore F. McManus señaló que "La fama le hizo un guiño a David Buick. Tomó un sorbo de la copa de la grandeza, pero luego derramó su contenido". En 2000, el historiador automotriz Vincent Curcio observó que: "Hasta la fecha, se han construido más de 35 millones de automóviles con su nombre, que nunca se perderá en la historia". 
Ingresó en el Salón de la Fama del Automóvil en 1974.